# ملاقات با مرگ (فیلم)
ملاقات با مرگ (انگلیسی: Appointment with Death) فیلمی در ژانر جنایی به کارگردانی مایکل وینر است که در سال ۱۹۸۸ منتشر شد.

## بازیگران
- پیتر یوستینف
- لورن باکال
- پایپر لوری
- دیوید سول
- جان گیلگد
- کری فیشر
- هیلی میلز
- مایکل کریگ